# Komparative Kasuistik
Die Komparative Kasuistik ist eine in den Sozialwissenschaften, vor allem der Psychologie, angewandte Methode, um aus dem Vergleich von Einzelfällen neue wissenschaftliche Hypothesen zu gewinnen. Sie wurde von Gerd Jüttemann im Jahr 1981 begründet. 
Während in vielen Untersuchungen individuelle Unterschiede eher als „Störung“ begriffen wurden, sieht Jüttemann gerade in einem Unterschied zwischen Individuen einen Ansatzpunkt, ein bislang unbekanntes wissenschaftliches Phänomen zu entdecken. 
Obwohl diese „qualitative Methode“ gleichsam als Gegenbewegung zu den durch wachsenden Computereinsatz dominierenden quantitativen Forschung entstand, verneint Jüttemann keineswegs die Notwendigkeit, gewonnene Hypothesen durch statistische Untersuchungen zu verifizieren bzw. zu falsifizieren. Die Komparative Kasuistik ist eine notwendige Ergänzung der quantitativen Verfahren, sie geht diesen als hypothesengenerierendes Verfahren im Forschungsprozess voraus.